# Hotel „Zur Goldenen Sonne“

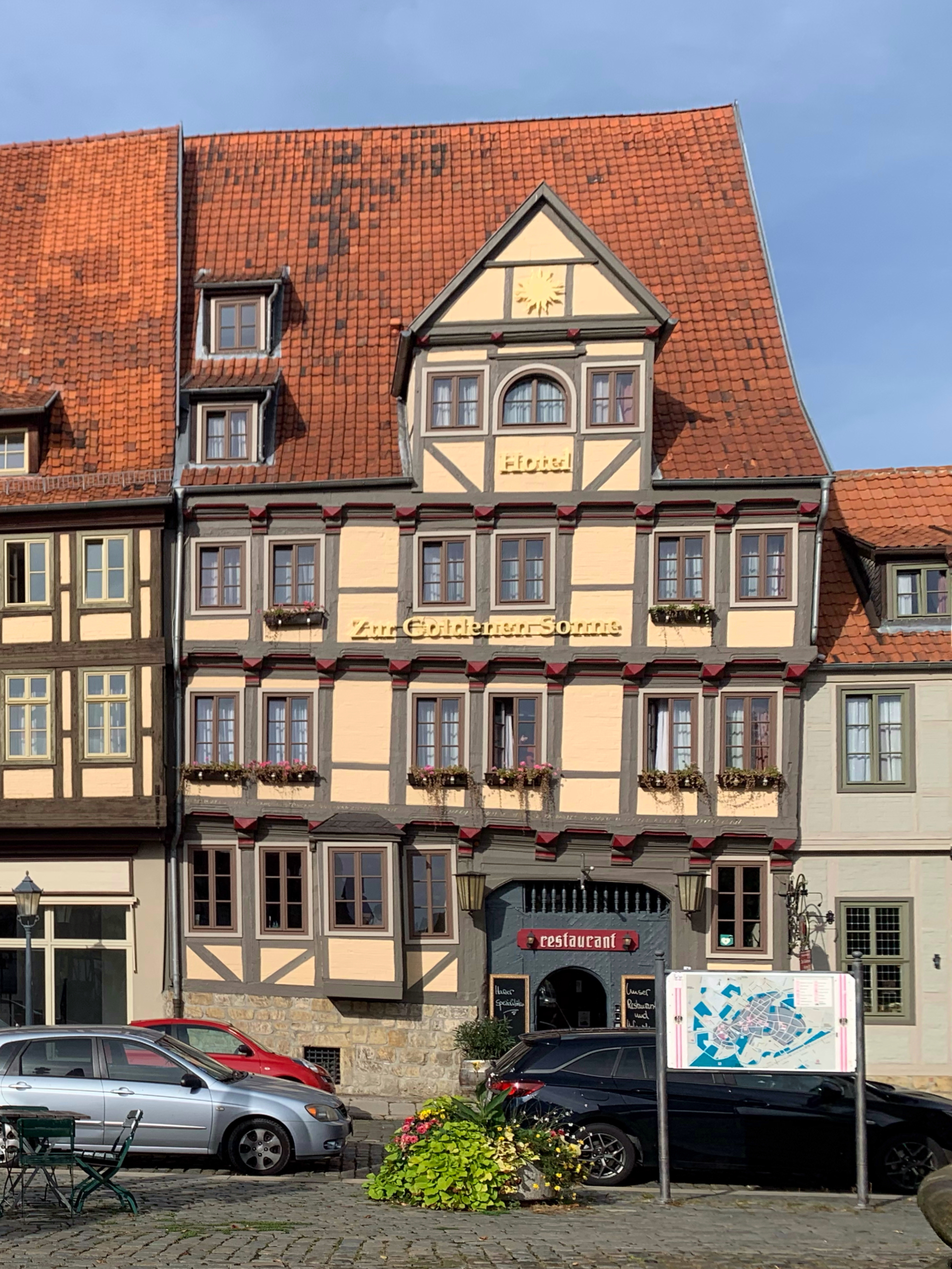
Hotel & Restaurant „Zur Goldenen Sonne“

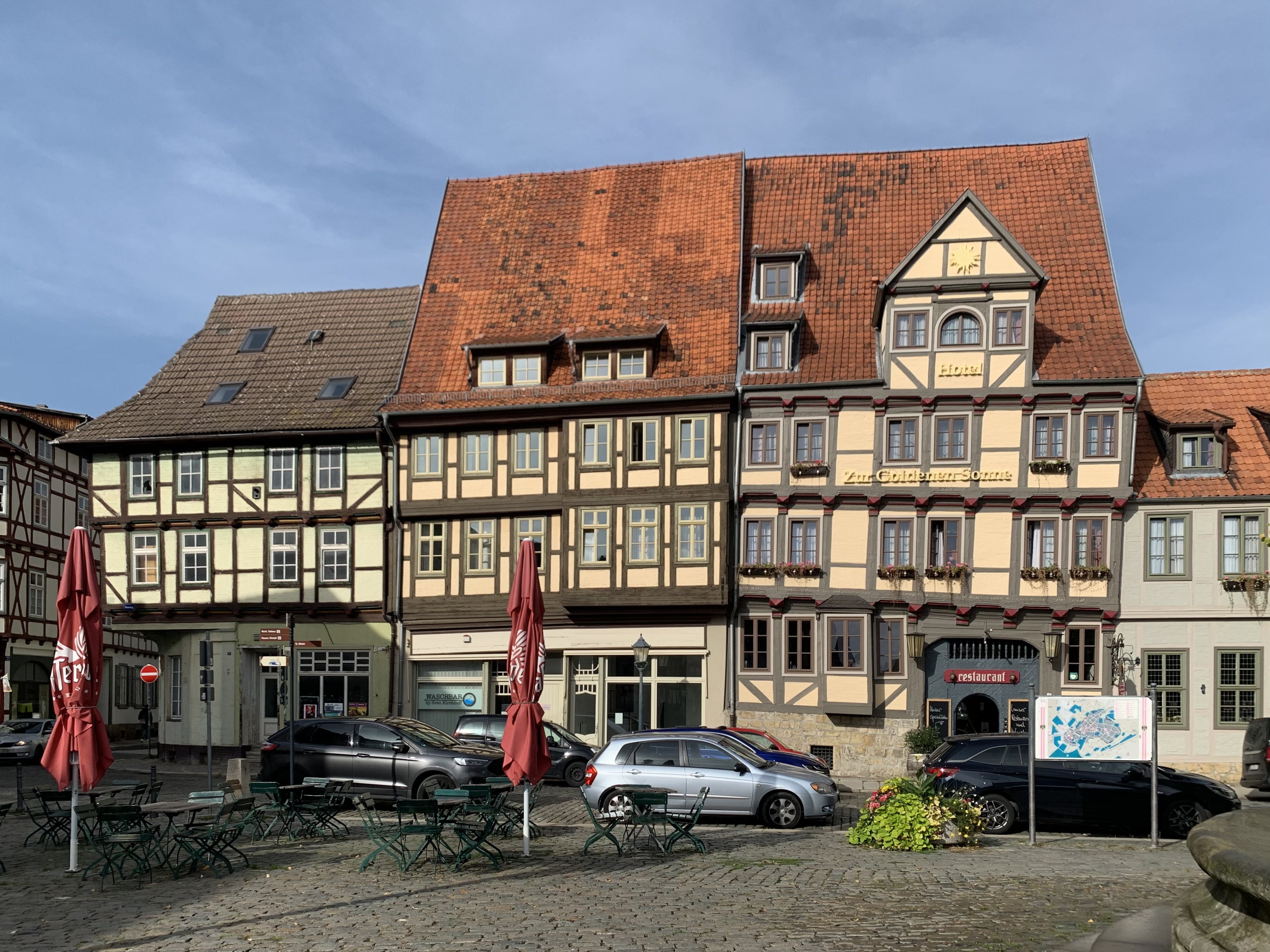
Häuserzeile Steinweg 10 bis 12 an der Nordseite des Neustädter Marktplatzes, im Vordergrund der Mathildenbrunnen

Das Haus Hotel & Restaurant „Zur Goldenen Sonne“ ist ein traditionsreiches Hotel und denkmalgeschütztes Gebäude in der Stadt Quedlinburg in Sachsen-Anhalt.

## Lage
Das im Quedlinburger Denkmalverzeichnis als Kaufmannshaus eingetragene Gebäude befindet sich in der historischen Neustadt Quedlinburgs an der Adresse Steinweg 11 und gehört zum UNESCO-Weltkulturerbe. Es bildet gemeinsam mit dem östlich angrenzenden Haus Steinweg 10 die markante nördliche Begrenzung des Neustädter Marktplatzes.

## Architektur und Geschichte
Das dreigeschossige Fachwerkhaus wurde nach einer Bauinschrift HANS REULE ZIMMERMAN im Jahr 1671 durch den Quedlinburger Zimmermann Hans Reule als Wohnhaus mit Speicher errichtet. Das Erscheinungsbild des Hauses wird durch die nach Norden hin abfallenden Stockwerksschwellen und der damit einhergehenden malerischen Asymmetrie geprägt. Der Dachstuhl hängt nach Osten 70 Zentimeter über. Die Obergeschosse kragen vor, auf dem Dach befindet sich ein Zwerchhaus mit Ladeluke. Die Fachwerkfassade ist mit Pyramidenbalkenköpfen, profilierten Füllhölzern und flacher Schiffskehle verziert.
Im Erdgeschoss befindet sich auf der linken Fassadenseite ein sehr kleiner Kastenerker. Bemerkenswert ist auch die Hofdurchfahrt mit dem Hoftor.
Ende des 18. Jahrhunderts wurde im Gebäude die Herberge „Zur Goldenen Sonne“ eingerichtet und bis zum Ende der 1960er Jahre betrieben. Der Eigentümer setzte dann die bisherige Nutzung nicht fort. Das Institut für Züchtungsforschung Quedlinburg sanierte das Haus dann in den Jahren 1971 bis 1975  und nutzte es als Ledigenwohnheim für seine Mitarbeiter. In das Gebäude wurde am Westgiebel ein massives Treppenhaus eingefügt. Eine weitere Stabilisierung erfolgte durch Stahlanker. Das östlich angrenzende Nachbarhaus wurde 1975 weitgehend abgerissen und unter Beibehaltung der originalen Fassade in massiver Form wiederaufgebaut. Nach 1990 erfolgte eine erneute Restaurierung und 1992 eine Wiedereröffnung als Hotel und Gasthaus. 1998 wurde ein Hotelanbau mit Restaurant und Atrium angefügt. Das Hotel verfügt über 27 Einzel- bzw. Doppelzimmer. Die Hotellobby wurde in der alten Hofdurchfahrt eingerichtet.